# Distrikt Sayla
Der Distrikt Sayla liegt in der Provinz La Unión in der Region Arequipa in Südwest-Peru. Der Distrikt besitzt eine Fläche von 70,6 km². Beim Zensus 2017 wurden 347 Einwohner gezählt. Im Jahr 1993 lag die Einwohnerzahl bei 412, im Jahr 2007 bei 518. Die Distriktverwaltung befindet sich in der etwa 3534 m hoch gelegenen Ortschaft Sayla mit 165 Einwohnern (Stand 2017). Sayla liegt 38 km westsüdwestlich der Provinzhauptstadt Cotahuasi.

## Geographische Lage
Der Distrikt Sayla liegt in der Cordillera Volcánica im äußersten Westen der Provinz La Unión. Der Río Marán fließt entlang der westlichen Distriktgrenze nach Süden.
Der Distrikt Sayla grenzt im Südosten an den Distrikt Tauría, im Westen an den Distrikt Pausa sowie im Norden an den Distrikt Corculla (die beiden letztgenannten Distrikte gehören zur Provinz Páucar del Sara Sara).

## Ortschaften
Neben dem Hauptort gibt es folgende Ortschaften im Distrikt:
- Saina
- Suru Pampa